# Arnold Venrade
Arnold Coster de Venrade (ur. 1398 zm. po 15 maja 1461 we Fromborku ?) – kanonik warmiński, prawnik; niedoszły biskup warmiński.

## Życiorys
Pochodził z holenderskiego miasta Vendrai. Jako kleryk z diecezji leodyjskiej przybył na Warmię. Został sekretarzem kolejnych biskupów – Jana Abeziera (1421) i Franciszka Kuhschmalza. Otrzymał wiele godności kościelnych – był kanonikiem i dziekanem w Dobrym Mieście (1425), proboszczem w Lidzbarku Warmińskim (1426), kanonikiem warmińskim (1437), kantorem i oficjałem kapituły (1438).
Opowiedział się po stronie zakonu krzyżackiego po wybuchu wojny trzynastoletniej; w kwietniu 1455 trafił do niewoli powstańców antykrzyżackich w Pieniężnie, był więziony w Lidzbarku. Udało mu się zbiec do Krzyżaków.
Po śmierci Kuhschmalza (1457) został wybrany na biskupa warmińskiego przez grupę kanoników warmińskich, popierających wielkiego mistrza krzyżackiego. Tymczasem stronnicy królewscy wybrali Jana Lutkowica z Brzezia, a ponadto grupa kanoników wybrała kandydata neutralnego, Eneasza Sylwiusza Piccolominiego; ten ostatni uzyskał zatwierdzenie papieża Kaliksta III, w związku z czym zarówno Jan Lutek, jak i Venrade musieli wycofać się ze swoich roszczeń.
Piccolomini nie objął diecezji (został rychło powołany na następcę Kaliksta III jako Pius II); z kolejnym biskupem warmińskim, Pawłem Legendorfem Venrade współpracował, a nawet zapisał mu w testamencie swój majątek.
Venrade cieszył się uznaniem jako prawnik. Był także bibliofilem, w jego zbiorach znajdowały się m.in. dzieła Seneki, Petrarki, proroctwa Hildegardy z Bingen (Speculum futurorum temporum), kodeksy; kolekcja uległa rozproszeniu, sprzedana po śmierci właściciela (zgodnie z jego testamentem).